# Veicoli derivati dallo Space Shuttle
I Veicoli derivati dallo Space Shuttle (in inglese Shuttle Derived Vehicles, abbreviato SDV) sono vettori e veicoli spaziali che utilizzano componenti, tecnologia e infrastrutture originariamente sviluppati per il programma Space Shuttle.

## Shuttle-C
Tra la fine degli anni ottanta e l'inizio degli anni novanta, la NASA concepì la realizzazione di un veicolo solo cargo, lo Shuttle-C, che avrebbe integrato lo Space Shuttle con equipaggio. Lo Shuttle cargo non fu tuttavia realizzato.

## Famiglia di lanciatori Ares
Nel 2005 la NASA decise l'abbandono dello Space Shuttle e l'avvio del programma Constellation, basato sulla famiglia di lanciatori Ares. Il programma avrebbe dovuto portare allo sviluppo dei veicoli di lancio Ares I e Ares V, basati in parte su componenti dello Shuttle altamente modificati, per consentire il ritorno di equipaggi umani sulla Luna e successivamente  lo sbarco di astronauti sul pianeta Marte. L'agenzia spaziale statunitense ha studiato anche la realizzazione di un terzo lanciatore, l'Ares IV. Il programma non fu tuttavia realizzato.

## Space Launch System
Dopo che il programma Constellation fu cancellato nel 2011, la NASA iniziò nello stesso anno lo sviluppo dello Space Launch System (SLS). Anziché realizzare i due vettori Ares I e Ares V, si decise di realizzare un unico vettore utilizzabile sia per l'equipaggio che per i carichi senza equipaggio, con conseguente risparmio di costi. SLS è un veicolo di lancio super pesante non riutilizzabile. La versione del SLS prescelta dalla NASA è quella che utilizza in maniera più sistematica componenti derivati dallo Space Shuttle. Lo stadio principale del SLS è strutturalmente e visivamente simile al serbatoio esterno dello Space Shuttle ed è equipaggiato con quattro motori RS-25 già usati nelle navette spaziali. In abbinamento allo stadio principale a propellente liquido, SLS utilizza anche una coppia di propulsori a combustibile solido derivati dallo Space Shuttle Solid Rocket Booster.
Il primo SLS è stato consegnato al John F. Kennedy Space Center nel 2021 per la missione Artemis 1. Il razzo è stato lanciato con successo il 16 novembre 2022.